# Route nationale 555
Pour les articles homonymes, voir Route 555.
La route nationale 555, ou RN 555, est une ancienne route nationale française reliant Thorame-Haute aux Arcs, puis Draguignan à l'échangeur du Muy sur l'autoroute A8.

## Histoire
Avant les déclassements de 1972, la RN 555 reliait Thorame-Haute aux Arcs. Le tronçon de Thorame-Haute à Draguignan a été déclassée en RD 955 et celui de Trans-en-Provence aux Arcs en RD 555.
Après la réforme de 1972, la route nationale 555 est dirigée vers Le Muy et l'échangeur de l'autoroute A8. Le tronçon de Draguignan à Trans-en-Provence faisait partie du tracé d'origine tandis que celui de Trans-en-Provence au Muy faisait partie de la RN 557. Elle a été déclassée en RD 1555 en 2006.
La section de la route départementale 955, comprise entre la D 51 (route permettant d'accéder au village de Châteaudouble) et Rebouillon (hameau de la commune de Châteadouble, à la sortie nord de Draguignan) est fermée en raison de l'effondrement d'une partie de la route, de la crue de la Nartuby et d'un risque d'érosion important, conséquence des inondations survenues le 15 juin 2010.

## Tracés

### De Thorame-Haute aux Arcs
- Thorame-Haute (D 955, à l'intersection de la D 908, ex N 208)
- La Mure-Argens
- Saint-André-les-Alpes

Elle faisait tronc commun avec la RN 207 jusqu'à Saint-Julien-du-Verdon.
- Saint-Julien-du-Verdon
- Castellane

Elle faisait tronc commun avec la RN 85 et la RN 552 jusqu'à Pont-de-Soleils.
- Pont-de-Soleils, commune de Castellane
- Trigance
- Comps-sur-Artuby
- Montferrat (déviée, sa traversée est la D 2955)

Route fermée à la suite d'un effondrement à hauteur de Châteaudouble, conséquence des inondations survenues le 15 juin 2010
- Draguignan D 1555
- Trans-en-Provence D 555
- Les Arcs

### De Draguignan à l'autoroute A8
- Draguignan
- Trans-en-Provence
- Le Peïcal (Trans-en-Provence)
- Sainte-Roseline (La Motte) / (Le Muy)
- Les Ferrières (Le Muy)
- Échangeur routier avec la D 125
- Échangeur A8